# 佩妮·奥莱克夏克
佩内洛普·“佩妮”·奥莱克夏克（英語：Penelope "Penny" Oleksiak，2000年6月13日—），生于多伦多，加拿大游泳运动员，主攻自由泳和蝶泳。她在2015年世界青年游泳锦标赛上获得1金4银1铜。在2016年里约奥运会上，她表现优异，获得了女子100米自由泳冠军、女子100米蝶泳银牌、女子4×100米自由泳接力和女子4×200米自由泳接力的铜牌，成为了截至2016年为止单届夏季奥运获得奖牌最多的加拿大运动员，除此之外她在奥运期间打破了女子100米蝶泳的世界青少年纪录和全国纪录，还和美国运动员西蒙娜·曼努埃尔共同打破女子100米自由泳的奥运纪录和美洲纪录。

## 运动生涯
奥莱克夏克9岁时受父亲的鼓励开始学习游泳，那时她也正练习体操和竞技舞蹈。她曾向数家游泳俱乐部提出加入申请，但均遭到拒绝。最终她成功加入多伦多奥林匹克游泳俱乐部，并师从该队教练Gary Nolden。在她加入俱乐部的第一年中，她在多伦多大学进行的一场比赛中的表现引起了加拿大奥运游泳队教练Ben Titley的注意，这之后她也有与Titley合作。2014年，她参加了加拿大全国游泳锦标赛，并在她所在的年龄组中获得包括5金3银2铜在内的10枚奖牌。
奥莱克夏克的下一个目标是获得2016年里约奥运资格。在奥运预选赛中，她获得了100米自由泳、100米蝶泳、4×100米自由泳接力、4×200米自由泳接力和4×100米混合泳接力的参赛资格。在奥运开始前，加拿大游泳队曾预测她将获得奥运奖牌。

### 2016年
2016年8月，奥莱克夏克代表加拿大参加了里约奥运。在第一个比赛日中，她在女子100米蝶泳项目的预赛中以56秒73的成绩打破国家纪录和世界青年纪录，并晋级半决赛。当地时间同日晚上，她还以加拿大第四棒队员的身份参加了4×100米自由泳接力的比赛，最终队伍获得铜牌，终结了加拿大女子游泳队20年来无奥运奖牌入账的纪录，这枚铜牌也是加拿大女子游泳队40年来的首枚奥运自由泳接力奖牌。第二天，她在100米蝶泳决赛中以56秒46的成绩再度刷新国家纪录和世界青年纪录，并摘得一枚银牌，成为史上第一位在连续两个比赛日中都有夏季奥运奖牌入账的加拿大人。
在第五个比赛日中，奥莱克夏克先以52秒72的成绩打破女子100米自由泳的世界青年纪录，之后又在携手队友女子4×200自由泳接力中获得铜牌。在第六个比赛日中，她参加了女子100米自由泳项目的决赛，尽管她在前50米过后仅位列第七名，但她在后程全力冲刺，最终以52秒70的成绩和美国选手西蒙娜·曼努埃尔获得并列冠军，这一成绩不仅是新的奥运纪录和美洲纪录，同时也是新的世界青年纪录。奥莱克夏克也以1金1银2铜的成绩成为在单届夏季奥运里获得奖牌数最多的加拿大运动员，她也成为史上首位获得奥运金牌的2000年后出生的运动员。在游泳项目最后一个比赛日中，奥莱克夏克联同队友出战4×100米混合泳接力项目，最终获得第五。8月21日清晨，加拿大代表团宣布奥莱克夏克将在闭幕式中担任该队旗手，此时她早已离开里约，尽管如此，她最终仍以旗手身份出现在闭幕式现场中。
2016年12月，奥莱克夏克参加了在加拿大温莎举行的世界短池游泳锦标赛，这是她在奥运后的国际赛场首秀。她先在第三个比赛日中获得女子100米自由泳项目的铜牌，两天后，她又携手队友在女子4×200米自由泳接力项目中夺金。在最后一天的比赛中，她又获得了女子4×50米自由泳接力的金牌以及女子4×100米混合泳接力的银牌。尽管加拿大在女子4×100米自由泳接力项目中第三个到达终点，但最终该队被取消成绩。
她在奥运以及短池世锦赛期间的优异表现也使得她获得了Lou Marsh奖以及Bobbie Rosenfeld奖。

### 2017年
奥莱克夏克在2017年年初饱受伤病困扰，这也影响了她的发挥，尽管如此她仍然入选加拿大2017年游泳世锦赛阵容。
在世锦赛正赛中，奥莱克夏克并没有突出表现，在女子4×100米自由泳接力项目上，加拿大队获得第四名，之后她在100米蝶泳项目上也以56秒94的成绩与奖牌失之交臂，在女子100米自由泳和女子50米蝶泳项目上，她分别位列第六名和第五名。她在世锦赛上所获得的仅有的两枚奖牌分别来自于男女混合4×100米混合泳接力和男女混合4×100米自由泳接力项目。
世锦赛结束后，奥莱克夏克参加了在美国印第安纳波利斯举行的世界青年游泳锦标赛。尽管她没有参加个人项目，她依然帮助加拿大包揽全部三个女子接力项目以及全部两个混合接力项目的冠军。

### 2018年
奥莱克夏克在2017年9月成功入选2018年的英联邦运动会加拿大游泳队名单。她在英联邦运动会期间参加多个项目，个人项目方面，她未能获得一枚奖牌，最好名次为第4名，接力项目方面，她联同队友在全部三个女子接力项目上都获得银牌。尽管她后来通过国内预选赛获得了同年的泛太平洋游泳锦标赛的参赛资格，她依然决定放弃参赛，专注休养，计划在9月时才重新投入训练。

### 2019年
2019年7月，奥莱克夏克赴韩国光州参加了个人生涯的第二次世界长池锦标赛。比赛期间，她报名参加50米蝶泳、100米自由泳和200米自由泳三个个人项目以及除男女混合4×100米混合泳接力以外的全部接力项目，后来她为了专注于接力项目，退出了100米自由泳的竞争。最终她帮助加拿大队在全部三个女子接力项目上都获得铜牌。个人项目方面，她未能获得奖牌，其中50米蝶泳以25秒69获得第6名，200米自由泳以1分56秒59获得第6名。

## 个人生活
佩妮·奥莱克夏克是家里五个孩子中年龄最小的，她的其中一个哥哥Jamie Oleksiak是NHL达拉斯星队的防守后卫。她的父亲曾从事过篮球、足球和田径运动；她的母亲也是一名游泳运动员；她的其中一个姐姐是美国东北大学赛艇队队员；而她的另一个哥哥则是一名曲棍球选手。奥莱克夏克曾就读于位于多伦多的国王公园中学，於 2016-17 年度完結後肄業。（Monarch Park Collegiate Institute）。